# Stavba dunajske secesije
Stavba dunajske secesije (nemško: Wiener Secessionsgebäude) je razstavna dvorana zgrajena leta 1897 po načrtih Josepha Marie Olbricha. Je arhitekturna posebnosti, ki se nahaja na Dunaju v Avstriji. Secesija je gibanje mladih slikarjev, kiparjev in arhitektov, ki so se v zadnjih letih 19. stoletja odcepili od tradicionalnih umetniških slogov.